# Station Saint-Sulpice-Laurière
Station Saint-Sulpice-Laurière is een spoorwegstation in de Franse gemeente Saint-Sulpice-Laurière.